# تپه قارا قایا ۱
تپه قارا قایا ۱ مربوط به سده‌های اولیه دوران‌های تاریخی پس از اسلام است و در شهرستان میانه، بخش مرکزی، دهستان کله بوز غربی، ۱ کیلومتری غرب روسای درین درق واقع شده و این اثر در تاریخ ۲۸ اسفند ۱۳۸۵ با شمارهٔ ثبت ۱۸۸۷۶ به‌عنوان یکی از آثار ملی ایران به ثبت رسیده است.